# Gul hør
Gul Hør (Linum flavum) er en art af blomstrende planter i hørslægten, som er hjemmehørende i det centrale og sydlige Europa. Det er en flerårig staude, som bliver omkring 30 cm høj og 20 cm bred. Dens blade er mørkegrønne, i mens blomsterne er lysegule, har fem kronblade og sidder i klynger. De fortrækker drænet jord i en solrig placering og deres blomstringstid begynder i det sene forår og varer det meste af sommeren. Dens latinske navn flavum betyder "ren gul".